# Ligne 47 du tramway de Budapest
Pour les articles homonymes, voir Ligne 47.
La ligne 47 du tramway de Budapest (en hongrois : budapesti 47-es jelzésű villamosvonal) circule entre Deák Ferenc tér et Budafok, Városház tér. Cette ligne circule dans le centre-ville de Budapest, traversant du côté de Pest le quartier de Józsefváros et du côté de Buda les quartiers de Lágymányos, Kelenföld, Albertfalva et Budafok. Elle dessert la Grande synagogue de Budapest, l'Université Loránd Eötvös, le Musée national hongrois, les Halles centrales de Budapest, l'Université Corvinus de Budapest, Gellért-hegy, l'Université polytechnique et économique de Budapest, la Gare de Budafok-Albertfalva et la Gare de Budafok-Belváros.

## Tracé et stations

### Liste des stations
|  |   |  | Station                  | Correspondances                                              | Arrondissement  | Quartier                     | Desserte |
|  | - |  | ------------------------ | ------------------------------------------------------------ | --------------- | ---------------------------- | --- |
|  | o |  | Deák Ferenc tér M        | 48 49 72 73 9 16 16B 100E 105                                | 5e arr. 7e arr. | Belváros / Erzsébetváros     | Deák Ferenc tér, Erzsébet tér, Théâtre Madách, Temple évangélique de Deák tér, Nouvel Hôtel de ville de Budapest                                 |
|  | o |  | Astoria M                | 47B 48 49 72 74 5 7 8E 9 108E 110 112 133E 178               | 5e arr. 7e arr. | Belváros / Erzsébetváros     | Hôtel Astoria, Grande synagogue de Budapest, Université Loránd Eötvös                                                                            |
|  | o |  | Kálvin tér M             | 47B 48 49 72 83 9 15 100E 115                                | 5e arr. 8e arr. | Belváros / Palotanegyed      | Kálvin tér, Musée national hongrois, Bibliothèque métropolitaine Ervin Szabó, Temple réformé de Kálvin tér                                       |
|  | o |  | Fővám tér M              | 2 47B 48 49 83 15 115                                        | 5e arr. 9e arr. | Belváros / Belső-Ferencváros | Fővám tér, Váci utca, Halles centrales de Budapest, Université Corvinus de Budapest                                                              |
|  | o |  | Szent Gellért tér M      | 19 41 47B 48 49 56 56A 7 133E                                | 11e arr.        | Szentimreváros / Lágymányos  | Szent Gellért tér, Hôtel Gellért, Thermes Gellért, Église troglodyte Notre-Dame-des-Hongrois, Université polytechnique et économique de Budapest |
|  | • |  | Gárdonyi tér             | 19 41 47B 48 49 56 56A                                       | 11e arr.        | Szentimreváros / Lágymányos  | |
|  | o |  | Móricz Zsigmond körtér M | 6 17 19 41 47B 48 49 56 56A 61 7 27 33 114 213 214 240       | 11e arr.        | Szentimreváros / Lágymányos  | |
|  | o |  | Újbuda-központ M         | 4 17 41 47B 48 56 33 53 58 150 153 154 212                   | 11e arr.        | Szentimreváros / Lágymányos  | Allee |
|  | • |  | Csonka János tér         | 17 41 47B 48 56                                              | 11e arr.        | Kelenföld                    | |
|  | • |  | Hauszmann Alajos utca    | 17 41 47B 48 56                                              | 11e arr.        | Kelenföld                    | |
|  | o |  | Etele út / Fehérvári út  | 1 17 41 47B 48 56 103 114                                    | 11e arr.        | Kelenföld                    | |
|  | • |  | Kalotaszeg utca          | 17 41 47B 48 56 103                                          | 11e arr.        | Kelenföld                    | |
|  | • |  | Andor utca               | 17 41 47B 48 56 103                                          | 11e arr.        | Kelenföld                    | |
|  | • |  | Albertfalva kitérő       | 17 41 47B 48 56                                              | 11e arr.        | Kelenföld                    | |
|  | • |  | Albertfalva utca         | 17 41 47B 48 56 114 213 214                                  | 11e arr.        | Albertfalva                  | |
|  | • |  | Fonyód utca              | 17 41 47B 48 56 114 213 214                                  | 11e arr.        | Albertfalva                  | |
|  | • |  | Budafok kocsiszín        | 17 41 47B 48 56 7 58 114 213 214                             | 11e arr.        | Albertfalva                  | |
|  | • |  | Budafoki elágazás        | 41 47B 56                                                    | 22e arr.        | Budafok                      | |
|  | • |  | Leányka utcai lakótelep  | 56 33 58 114 133E 141 158 231 214 241 250 251                | 22e arr.        | Budafok                      | |
|  | • |  | Savoyai Jenő tér         | 56 33 58 114 133E 141 158 213 214 241 241A 250 250B 251 251A | 22e arr.        | Budafok                      | Château Törley, Château Sacelláry |
|  | • |  | Városház tér             | 56 33 58 114 133E 141 158 213 214 241 241A 250 250B 251 251A | 22e arr.        | Budafok                      | Hôtel de ville de Budafok |